# Massacre dos siques em 1984
Massacre dos siques em 1984 foi uma série de pogroms contra os siques na Índia, por multidões antissique, em resposta ao assassinato de Indira Gandhi por seus guarda-costas siques. Houve mais de 8000 mortes, incluindo 3.000 em Deli. O Departamento Central de Investigação, a principal agência de investigação indiana, é da opinião de que os atos de violência foram organizados com o apoio das autoridades policiais e do governo central de Deli, então liderado pelo filho de Indira Gandhi, Rajiv Gandhi. Rajiv Gandhi foi empossado como primeiro-ministro após a morte de sua mãe e, quando perguntado sobre os tumultos, disse que "quando uma grande árvore cai, a terra treme."
Durante a emergência indiana imposta por Indira Gandhi em 1970, milhares de siques em campanha por um governo autônomo foram presos. [carece de fontes?] A violência esporádica continuou como resultado de um grupo separatista armado sique ser designado como uma entidade terrorista pelo governo indiano. Em junho de 1984, durante a Operação Estrela Azul, Indira Gandhi ordenou que o exército indiano atacasse o Templo Dourado e eliminasse todos os insurgentes, uma vez que tinha sido ocupado pelos separatistas siques que estavam estocando armas. Mais tarde, operações pelas forças paramilitares indianas tiveram início para expulsar os separatistas do interior do estado de Panjabe.
A violência em Delhi foi desencadeada pelo assassinato de Indira Gandhi, primeira-ministra da Índia, em 31 de outubro de 1984, por dois de seus guarda-costas siques, em resposta a suas ações que autorizaram a operação militar. O governo indiano informou 2.700 mortes no caos que se seguiu. Na sequência dos tumultos, o governo indiano informou que 20.000 haviam fugido da cidade, no entanto a União Popular pelas Liberdades Civis informou "pelo menos" 1.000 pessoas deslocadas. As regiões mais atingidas foram os bairros siques em Nova Deli. Organizações de direitos humanos e jornais em toda a Índia acreditam que o massacre foi organizado. O conluio de autoridades políticas nos massacres e o fracasso do Poder Judiciário para punir os assassinos indispuseram os siques normais e reforçaram os apoios ao movimento do Calistão. O Akal Takht, o corpo religioso dirigente do Siquismo, considera os assassinatos como sendo um genocídio.
Em 2011, a Human Rights Watch informou que o governo da Índia tinha "ainda que julgar os responsáveis pelos assassinatos em massa". Os vazamentos de telegramas diplomáticos pelo WikiLeaks em 2011 revelaram que os Estados Unidos estavam convencidos da cumplicidade do governo indiano dirigido pelo Partido do Congresso Nacional Indiano nos motins, e denominou-o como "oportunismo" e "ódio" do governo do Congresso contra os siques. Os Estados Unidos recusaram-se a reconhecer os distúrbios como um genocídio, mas reconhecem que "graves violações dos direitos humanos" de fato ocorreram. Também em 2011, um novo conjunto de valas comuns foram descobertas em Hariana, e a Human Rights Watch informou que "os ataques generalizados antissique em Hariana foram parte dos mais vastos ataques de vingança" na Índia.